# آدم كينيدي (ممثل)
آدم كينيدي (بالإنجليزية: Adam Kennedy)‏ هو رسام وكاتب سيناريو وممثل أمريكي، ولد في 10 مارس 1922 في أوتيربين في الولايات المتحدة، وتوفي في 16 أكتوبر 1997 في كينت في الولايات المتحدة بسبب نوبة قلبية.

## وصلات خارجية
- آدم كينيدي على موقع IMDb (الإنجليزية)
- آدم كينيدي على موقع قاعدة بيانات الفيلم (الإنجليزية)